# St. Johannes der Täufer (Weng)

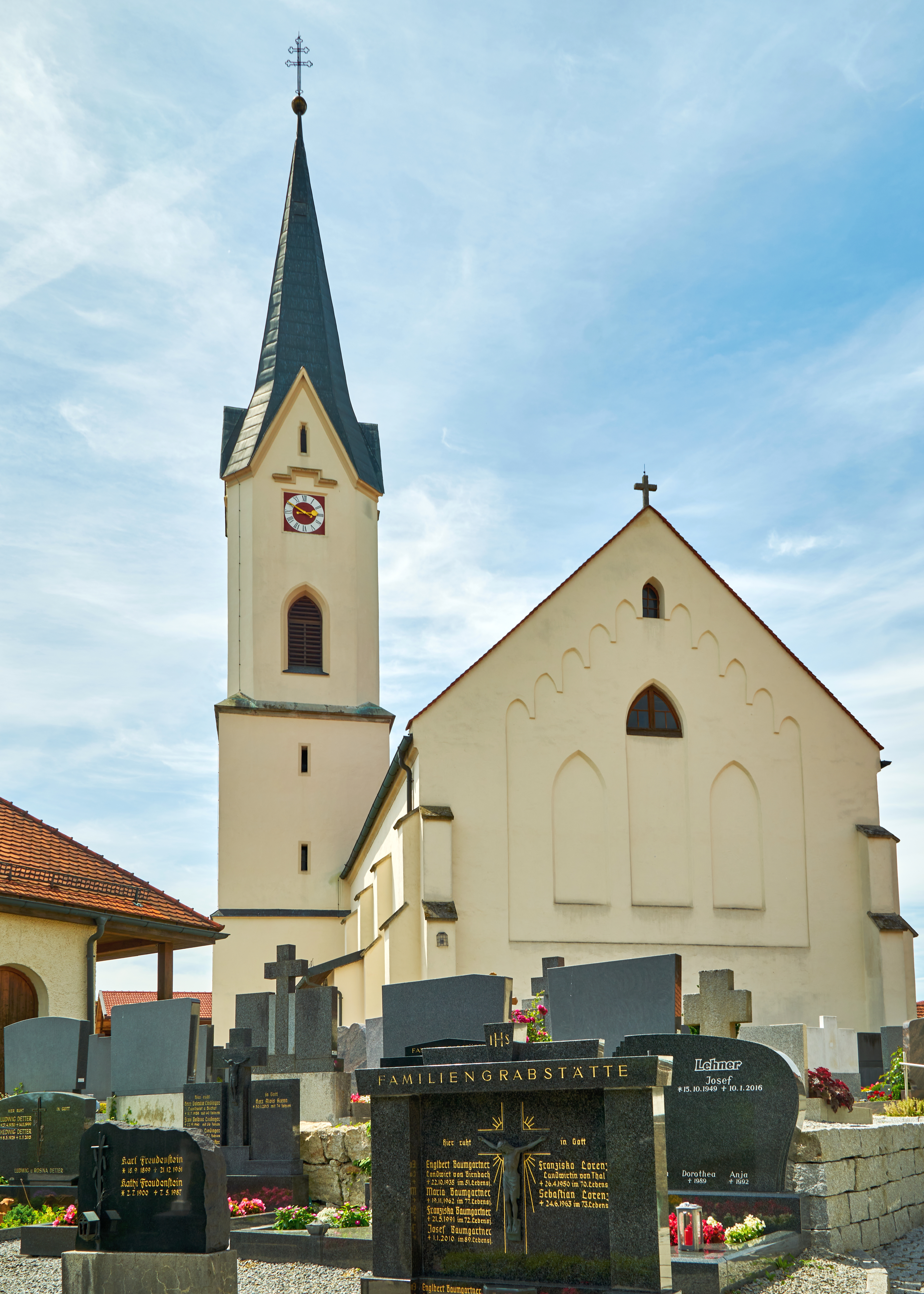
Die Kirche von Osten (2021)

St. Johannes der Täufer ist eine römisch-katholische Kirche in Weng, einem Stadtteil von Bad Griesbach. Sie ist die Pfarrkirche der gleichnamigen Pfarrgemeinde, die zusammen mit den Pfarreien Heilige Familie (Bad Griesbach), Heilige Dreifaltigkeit (St. Salvator), St. Mariä Himmelfahrt (Karpfham) und St. Valentin (Reutern) den Pfarrverband Bad Griesbach im Dekanat Pocking (Bistum Passau) bildet. Die Kirche wurde unter Nr. D-2-75-124-171 in die Liste der Baudenkmäler in Bayern aufgenommen.

## Geschichte
Eine Kirche bestand in Weng wahrscheinlich ab dem frühen 14. Jahrhundert als Filialkirche der dem Passauer Domkapitel inkorporierten Pfarrei Mariä Himmelfahrt in Karpfham. Zur Betreuung der Wallfahrt zum heiligen Wolfgang von Regensburg in der 1411 erbauten nahegelegenen Wallfahrtskirche wurde am 3. August 1454 eine Wallfahrtskaplanei eingerichtet, die 1500 mit der Kooperatur an der Wenger Kirche vereinigt wurde und um 1600 Pfarrvikariat wurde. Nach der Säkularisation wurde St. Johannes der Täufer 1816 aus der Mutterpfarrei Karpfham ausgegliedert und zur selbständigen Pfarrei erhoben.
Die Pfarrei zählt heute etwa 900 Katholiken. Zur Pfarrei gehört neben der Wallfahrtskirche St. Wolfgang auch das Geburtshaus des heiligen Kapuzinerbruders Konrad von Parzham, das im Dachgeschoss einen Gottesdienstraum enthält.

## Gebäude und Ausstattung

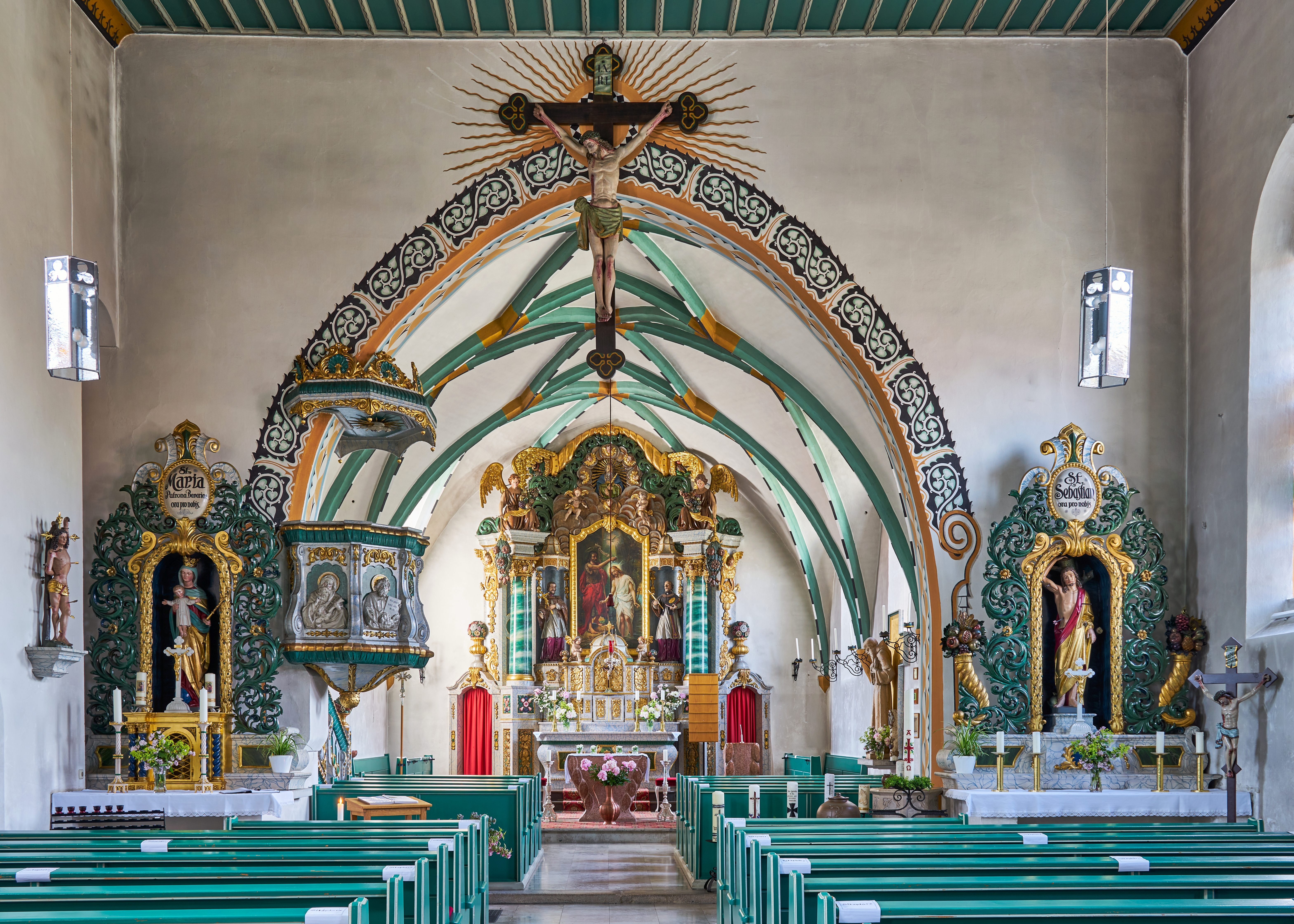
Blick durch das Langhaus zum Presbyterium, dem ehemaligen Kirchenschiff

Die einschiffige Kirche am Kirchberg 16 in Weng ist von dem alten Friedhof der Pfarrgemeinde umgeben. Sie geht auf die zweite Hälfte des 15. Jahrhunderts zurück. Aus dieser Zeit stammen das heutige spätgotische Presbyterium und das Untergeschoss des Kirchturms, der südlich an das Kirchenschiff angebaut ist. Das Presbyterium war das Langhaus der ursprünglichen Kirche. Um die Kirche zu vergrößern, brach man 1849 das alte Presbyterium im Osten ab und errichtete an seiner Stelle als Neubau ein Langhaus, und das bisherige Langhaus wurde als Presbyterium umgestaltet, so dass die ursprünglich geostete Kirche jetzt einen im Westen liegenden Altar hat. 1880 wurde der Turm erhöht und die Sakristei angebaut.
Der Hochaltar der Kirche stammt von 1920/21 und zeigt im Mittelteil die Taufe Jesu durch den Kirchenpatron Johannes den Täufer, die beiden Seitenaltäre, die Kanzel und die Kreuzwegstationen wurden 1916 und 1921 geschaffen. Der linke Seitenaltar ist der heiligen Maria gewidmet, der rechte dem heiligen Sebastian. Diese Ausstattung ist im neobarocken Stil gestaltet. 1978 kamen nach der Liturgiereform des Zweiten Vatikanischen Konzils ein steinerner Hauptaltar und ein steinerner Ambo in schlichter Formgebung hinzu. Die Kirche hat 180 Sitzplätze.